# Baleine à bec pygmée
Mesoplodon peruvianus
Espèce
Statut de conservation UICN

 DD  : Données insuffisantes
Statut CITES
La baleine à bec pygmée (Mesoplodon peruvianus) est une espèce de cétacés de la famille des Ziphiidae.